# Dieter Wünsch (Fußballspieler)
Dieter Wünsch (* 7. Juni 1952 in Jüterbog; † 27. Dezember 2019 in Berlin) war ein deutscher Fußballspieler und -trainer. Beim 1. FC Union Berlin war er vier Jahre lang Mitglied der Oberligamannschaft und bestritt zehn Spiele in der höchsten DDR-Fußball-Liga.

## Sportliche Laufbahn
Bevor Wünsch 1975 zum zweitklassigen DDR-Ligisten 1. FC Union Berlin kam, hatte er ab 1961 in den Nachwuchsmannschaften der Betriebssportgemeinschaften (BSG) Aufbau und Lokomotive Jüterbog gespielt. Für die BSG Lok spielte er zuletzt in der drittklassigen Bezirksliga Potsdam.
Am 1. Juli 1975 wurde Wünsch Mitglied des 1. FC Union Berlin. Er wurde in das Aufgebot der DDR-Liga-Mannschaft aufgenommen und erkämpfte sich sofort einen Stammplatz. In seiner ersten Union-Spielzeit 1975/76 bestritt er 20 der 22 ausgetragenen Punktspiele sowie alle acht Spiele in der anschließenden Aufstiegsrunde zur Oberliga, mit denen sich Union als Rundenzweiter für die Oberliga qualifizierte. In der Oberliga konnte der 1,76 Meter große Wünsch seinen guten Start bei Union nicht fortsetzen. Bis 1979 kam er innerhalb von drei Spielzeiten lediglich zehnmal in der Oberliga zum Einsatz. In den sieben Spielen, in denen er in der Anfangself stand, wurde er in der Abwehr eingesetzt. In der Saison 1979/80 wurde Wünsch, obgleich nominiert, überhaupt nicht in der Oberliga eingesetzt und verließ daraufhin den 1. FC Union zum Saisonende.
Vom 1. Juli 1980 bis zum 30. Juni 1983 spielte Wünsch als Abwehrspieler bei der Ost-Berliner BSG Kabelwerk Oberspree in der zweitklassigen DDR-Liga. Er war dort in Gesellschaft mit weiteren ehemaligen Union-Spielern, wie Michael Paschek, Bernd Vogel und Joachim Sigusch. Als die BSG KWO nach der Saison 1982/83 absteigen musste, wechselte Wünsch innerhalb von Ost-Berlin zum DDR-Ligisten BSG Rotation. Nach der Saison 1986/87 beendete Wünsch seine leistungssportliche Laufbahn.

## Weiterer Werdegang
Von 1998 bis 2002 trainierte er die 2. Mannschaft des 1. FC Union Berlin. Bereits während seiner Spielerlaufbahn hatte Wünsch ein Studium zum Diplom-Ökonomen absolviert. Er starb nach schwerer Krankheit im Dezember 2019 im Alter von 67 Jahren.